# Le Dénonciateur (film, 1950)
Pour les articles homonymes, voir Le Dénonciateur.
Pour plus de détails, voir Fiche technique et Distribution.
Le Dénonciateur (Captain Carey, U.S.A.) est un film américain en noir et blanc réalisé par Mitchell Leisen, sorti en 1950, d'après une nouvelle de Martha Albrand.

## Synopsis
Durant la Seconde Guerre mondiale, un groupe d'espions américains est envoyé dans l'Italie occupée par les Nazis. La plupart sont tués durant la mission. Après la guerre, le Capitaine Carey est déterminé à retrouver le traitre.

## Fiche technique
- Titre original : Captain Carey, U.S.A.
- Réalisation : Mitchell Leisen, assisté de Gerd Oswald
- Scénario : Robert Thoeren d'après une nouvelle de Martha Albrand
- Producteur : Richard Maibaum
- Société de distribution : Paramount Pictures
- Musique : Hugo Friedhofer
- Direction artistique : Roland Anderson et Hans Dreier
- Décors de plateau : Sam Comer et Ray Moyer
- Montage : Alma Macrorie
- Format : noir et blanc - 1.37:1 - Son Mono (Western Electric Recording)
- Genre : drame
- Durée : 82 min
- Dates de sortie :
  - États-Unis : 21 février 1950
  - France : 11 mai 1951

## Distribution
- Alan Ladd  (VF : Maurice Dorleac) : Capitaine Webster Carey
- Wanda Hendrix  (VF : Gilberte Aubry) : Baronne Giulia de Greffi
- Francis Lederer (VF : Stéphane Audel)  : Baron Rocco de Greffi
- Joseph Calleia (VF : Richard Francoeur)  : Dr Lunati
- Celia Lovsky (VF : Henriette Marion)  : Comtesse Francesca de Cresci
- Richard Avonde  (VF : Jean-Henri Chambois) : Comte Carlo de Cresci
- Frank Puglia : Luigi
- Luis Alberni  (VF : Serge Nadaud) : Sandro
- Angela Clarke  (VF : Lita Recio) : Serafina
- Russ Tamblyn  (VF : J Quézel) : Pietro
- Roland Winters  (VF : Pierre Morin) : Manfredo Acuto
- Jane Nigh  (VF : Renée Simonot) :Jane
- David Leonard (VF : Emile Drain) :l'aveugle
- Maria Tavares (VF : Andrée Champeaux ) :Maria
- Erno Veberes (VF : Jean Brunel) :detective
- Ray Walker  (VF : Paul Lalloz) : Simmons
- George J.Lewis  (VF : Pierre Leproux) :Giovanni
- Virginia Farmer :Angelina
- Thomas Browne Henry:vendeur

## Nominations et récompenses
- Oscar de la meilleure chanson originale en 1951, Mona Lisa, paroles et musique : Ray Evans et Jay Livingston[1].